# Dominó (álbum de 1987)
Dominó é o terceiro álbum de estúdio da boy band brasileira Dominó, lançado em 1987, pela gravadora Epic. A lista de faixas inclui dois singles de sucesso: "Manequim", e ""P" da Vida", que estão entre as canções mais conhecidas do Dominó.
Produzido por Oscar Gomez, as gravações ocorreram em Madri, na Espanha, e em São Paulo, Brasil. O repertório contém músicas inéditas e versões de sucessos internacionais, com letras que refletem questões políticas e sociais da juventude da época.
Os singles obtiveram sucesso nas rádios brasileiras, enquanto o grupo realizava uma turnê por várias cidades do Brasil.
O álbum recebeu resenhas favoráveis, com os críticos de música elogiando a qualidade das letras e a diversidade musical. Comercialmente, foi reconhecido com discos de ouro e platina, tornando-se um dos álbuns mais vendidos no Brasil em 1987, segundo o jornal Folha de S.Paulo.

## Produção e gravação
Em 15 de janeiro de 1987, o jornal Luta Democrática afirmou que o grupo estava prestes a entrar em estúdio para a gravação do que seria o seu terceiro LP. A produção ficou a cargo de Oscar Gomez, que também produziu os dois primeiros álbuns do grupo. As gravações ocorreram nos Estúdios Kirios, em Madri, na Espanha e no estúdio Transamérica, em São Paulo.
O repertório inclui músicas inéditas e versões de sucessos consagrados no Brasil e no exterior. "Medusa" é uma versão em português de "My Baby Loves Lovin'" da banda britânica White Plains; "Wild World" clássico de Cat Stevens, e "Quando te Vi" versão de Ronaldo Bastos para a canção "Till There Was You", que foi regravada pelos Beatles em 1963, tornando-se um sucesso e versionada em 1984, pelo cantor brasileiro Beto Guedes.
Em entrevistas, os integrantes afirmaram que o repertório escolhido era ao mesmo tempo comercial e romântico, e continha algumas letras que representavam o ponto de vista da juventude da época em relação a questões políticas e sociais.

## Singles
A canção "Manequim" foi a primeira música de trabalho e em menos de duas semanas conseguiu várias execuções nas rádios brasileiras. Em um show realizado no Palácio das Convenções do Anhembi, cuja apresentação coube a Paulinho Boa Pessoa, foi feito um concurso para eleger a melhor manequim naquela ocasião, fazendo referência ao nome da música supracitada.
O segundo single foi o da faixa ""P" da Vida" que se destacou nas execuções em rádios brasileiras e cuja letra aborda de forma contestatória sobre a violência e os dias difíceis que o mundo vivia naquele período. A faixa "Medusa" foi lançada nas rádios em seguida e também obteve êxito.

## Divulgação
Paralelo a divulgação em programas de TV e rádios, o grupo engatou em uma turnê por várias cidades do Brasil, tais como Manaus, Belém, Fortaleza, Salvador e Recife.

## Recepção crítica
| Críticas profissionais | Críticas profissionais |
| Avaliações da crítica  | Avaliações da crítica  |
| Fonte                  | Avaliação              |
| ---------------------- | ---------------------- |
| Luta Democrática       | Favorável              |

A recepção dos críticos especializados em música foi favorável.
O jornal Luta Democrática afirmou que a maioria das letras são inteligentes e criativas e que o álbum traz "uma reciclagem natural" que renova "seu estilo em som e imagem e repertório". Em relação as letras ele também afirmou que elas estão "mais densas" que nos álbuns anteriores, e a musicalidade do trabalho alterna perfeitamente o puro rock com baladas românticas.

## Desempenho comercial
Comercialmente, o álbum tornou-se mais um sucesso na carreira. A tiragem inicial foi de 120 mil cópias, o que o tornou elegível para um disco de ouro. O prêmio foi recebido no programa Cassino do Chacrinha. Meses depois, no mesmo programa, o Dominó receberia um disco de platina por ter atingido mais de 250 mil cópias vendidas no Brasil.
Em setembro de 1989, a revista Star Show, da Editora Abril, publicou que as vendas atingiram uma tiragem de 290 mil cópias no país. De acordo com outras fontes, as vendas totais são de cerca de 1 milhão cópias ou até 1,5 milhão.
O jornal Folha de S.Paulo informou que Dominó foi o segundo álbum mais vendido no Brasil em 1987, atrás apenas do Xegundo Xou da Xuxa.

## Na cultura popular
- No filme Chocante de 2017, estrelado por Bruno Mazzeo, tem uma cena em que os personagens da boy band Chocante estão cantando a canção ""P" da Vida".[22]
- Na quarta temporada do programa Zorra, a esquete "Bandas com Nomes Atualizados" fez uma paródia com o nome do grupo e com a canção "Manequim".[23]
- A boy band mexicana Magneto gravou mais tarde (em 1989) as versões em espanhol de "Tudo a Ver Com Teu Olhar" ("Cuarenta grados") e "Linha e Carretel" ("Amor a Mogollón").[24]
- Em 1995, a cantora Fafá de Belém gravou o álbum Ao Vivo e fez uma versão cover de ""P" da Vida".[25]
- Em uma entrevista para o site TV a Bordo, o ex-integrante Afonso Nigro considera o álbum de 1987 o melhor trabalho que já fez no grupo.[26]
- Em 2020, a banda de punk rock Plebe Rude lançou a cover de ""P" da Vida" com a participação do cantor Afonso Nigro.[27][28][29]

## Lista de faixas
Créditos adaptados do encarte do LP Dominó, de 1987.
| Lado A |                              |                                                                      |                                       |         |  |
| N.º    | Título                       | Compositor(es)                                                       | Versões originais                     | Duração |  |
| 1.     | "Viajando à Noite"           | Javier Losada, Daniel Maroto, versão de Edgard Barbosa Poças         | "Viviendo de noche" de Veni Vidi Vici | 4:14    |  |
| 2.     | ""P" da Vida" (Toda la vida) | Lucio Dalla, versão de Poças                                         | "Tutta La Vita" de Lucio Dalla        | 3:59    |  |
| 3.     | "Manequim"                   | Juan Carlos Nieto (Chao), versão de Poças                            | "Maniquí" de Chao                     | 4:07    |  |
| 4.     | "Ando Parado"                | Paul Mounsey, Poças                                                  |                                       | 4:50    |  |
| 5.     | "O Fino"                     | Serge Maillard, Carmen Santoja, John Parsons Morris, versão de Poças | "Rufino" de Luz Casal                 | 4:11    |  |

| Lado B |                                                |                                              |                                                      |         |  |
| N.º    | Título                                         | Compositor(es)                               | Versões originais                                    | Duração |  |
| 1.     | "Medusa"                                       | Roger Cook, Roger Greenaway, versão de Poças | "My Baby Loves Lovin'" de White Plains               | 3:21    |  |
| 2.     | "Tudo a Ver Com o Teu Olhar" (Cuarenta grados) | Mounsey, Poças                               |                                                      | 3:46    |  |
| 3.     | "Wild World"                                   | Cat Stevens, versão de Poças                 | "Wild World" de Cat Stevens                          | 3:33    |  |
| 4.     | "Quando Te Vi"                                 | Meredith Wilson, versão de Ronaldo Bastos    | "Till There Was You" do musical The Music Man (1957) | 2:15    |  |
| 5.     | "Vôo Livre" (Mi Cómic)                         | Emilio Aragón Álvarez (Milikito), Poças      |                                                      | 3:05    |  |
| 6.     | "Linha e Carretel" (Amor a Mogollón)           | Mounsey, Poças                               |                                                      | 3:31    |  |

## Ficha técnica
Créditos adaptados do LP Dominó, de 1986.
- Organização de produção: CRAB (Madri)
- Gravado nos estúdios:
  - Kirios (Madri) 
    - Bases: Bob Painter, Enrique Rielo e Jorge G. Garcia

  - Transamérica (São Paulo) 
    - Voz e coro: João Guarino
    - Assistentes de gravação: Guedes, Djalma, Beto e Pedro
    - Mixagem: Roberto Marques, João Guarino e Oscar Gomez
- Músicos participantes:
  - Bateria: Mariano Rico e Antonio Moreno
  - Baixo: Eduardo Gracia e Manolo Toro
  - Guitarras: Pepe Marchante e Juan Cerro
  - Violão: Rodrigo Losina
  - Piano e teclados: Carlos Gomez e Antonio Sauco
  - Percussão: Henry Diaz, Rolando Sena e Santiago Sador
  - Sax: Manolo Moreno
  - Programação de Emulator II e Floret 5000: Luiz Carlos Esteban
  - Coro: Fernando Adour, Clovis Trindade, Caio Flavio, Oscar e Rosa
  - Voz grave em "O Fino": Carlão
- Arregimentação: Maurell
- Montagem: Ronaldo Monteiro
- Corte: Elio Gomes e Manoel Magalhães
- Capa:
  - Direção de arte: Ricardo Leite
  - Fotos: Milton Montenegro
  - Produção: Célia Camarero

## Certificações e vendas
| Região | Certificação | Vendas estipuladas |
| ------ | ------------ | ------------------ |
| Brasil | Platina      | 1,000,000          |